# Município de Falling Creek (condado de Lenoir, Carolina do Norte)
Localização da Carolina do Norte nos E.U.A.
O município de Falling Creek (em inglês: Falling Creek Township) é um município localizado no  condado de Lenoir no estado estadounidense da Carolina do Norte. No ano 2010 tinha uma população de 5.979 habitantes.

## Geografia
O município de Falling Creek encontra-se localizado nas coordenadas 35° 17′ 00,59″ N, 77° 40′ 11,9″ O.